# Panzerzug Mściciel
Der Panzerzug Mściciel (deutsch: Rächer) (vorher Mściwy, deutsch: Rachsüchtig) war ein improvisierter polnischer Panzerzug aus der Zeit des Polnisch-Ukrainischen Krieges von 1919 und des Polnisch-Sowjetischen Krieges von 1920.

## Geschichte
Aufgrund der Erfolge bei der Verteidigung von Lwiw und in Galizien, die mit Panzerzügen erzielt wurden, begann man mit dem weiteren Bau dieser Art von Einheiten. Auf einer Konferenz am 20. Dezember 1918 in Warschau wurde beschlossen, sofort provisorische Panzerzüge zu bilden und die Aufsicht über deren Bau dem Leiter der Abteilung Eisenbahntruppen, Abteilung III, Ingenieurleutnant Witkiewicz anzuvertrauen. Im Januar 1919 wurde ein neuer und improvisierter Panzerzug in Warschau in Dienst gestellt. Der Panzerzug wurde der 1. Armee unterstellt und erhielt die Nummer 16. Erst am 23. April 1919 erhielt der Panzerzug offiziell den Namen Mściciel, vorher war er unter dem inoffiziellen Namen Mściwy bekannt. Durch die Umbenennung wurde er offiziell als Pociąg Pancerny 16 „Mściciel“ (kurz P.P. 16 „Mściciel“) gelistet.

## Technische Daten

### Lokomotive

Ungepanzerte Preußische G 5.3

Die Dampflokomotive des Panzerzug Mściciel war eine vollgepanzerte Preußische G 5.3. Diese wurde erstmals in den Eisenbahnwerkstätten bei Warschau vollständig gepanzert. Die Dampflokomotive wurde 1905 in den Werkstätten der Aktiengesellschaft für Lokomotivbau Hohenzollern mit der Seriennummer 1771 hergestellt. Zwischen 1905 und 1918 wurde die Lokomotive bei den preußischen Staatseisenbahnen mit der Betriebsnummer Münster 4021 eingesetzt und erhielt nach dem Ersten Weltkrieg und der Übergabe an Polen die Bezeichnung Ti3-12. An der Seite des Führerstandes wurde der polnische Adler aufgezeichnet. Darunter stand PG. PNC. 16, was für Pociąg pancerny 16 (deutsch: Panzerzug 16) stand. Darunter wurde der Namen des Panzerzuges aufgezeichnet.

### Artilleriewagen
Der Panzerzug Mściciel verfügte über zwei Artilleriewagen. Dies waren ehemalige offene, zweiachsige Güterwagen, bei denen die Wände einer Stirnseite entfernt wurden und eine 7,7-cm-Feldkanone 96 n/A mit einer Räderlafette eingebracht wurde. Da die Seitenwände der ursprünglichen Wagen zu niedrig waren, wurden diese mit Hilfe von Blech und dahinterliegenden Holzplanken erhöht. Die Holzplanken dienten zeitgleich als Panzerschutz vor Beschuss mit leichten Waffen. Zum Schutz vor der Witterung erhielt der hintere Teil ein Dach aus Blech. Vorne, hinten und an den Seiten des Wagens stand in großer Schrift der Name des Panzerzuges.
Als der Panzerzug im am 7. März 1919 nach Warschau zur Wartung kam, wurden beide Artilleriewagen durch eine Panzerung aus Eisenplatten verstärkt und umgebaut. So wurden die Kanonen in einem Geschützturm untergebracht und zur besseren Nahverteidigung erhielten die Wagen kleine Türme, welche mit Maschinengewehren ausgerüstet wurden.
Am 1. April 1919 erhielt der Panzerzug einen weiteren Artilleriewagen. Dieser war mit einer 5,7-cm-Panzerabwehrkanone in einem drehbaren Kuppelturm ausgerüstet. Dieser Turm wurde von der Firma Gerlach i Pulst gebaut.

### Abstoßwagen
An beiden Enden des Zuges befanden sich jeweils ein zweiachsiger Flachwagen, welche als Abstoßwagen dienten. Sie dienten dazu, den Panzerzug vor Minen oder Entgleisung zu schützen und Gefahren vor den wichtigen Wagen zu beseitigen. Zusätzlich dienten sie zum Transport von Material wie Schienen, Bahnschwellen, Fahrrädern oder sonstigem Material.

## Einsatz
Am 10. Januar 1919 wurde Panzerzug Mściwy an die Front nach Łapy geschickt und der polnischen 1. Litauisch-Weißrussischen Division unter dem General Wacław Iwaszkiewicz-Rudoszański unterstellt. Der Panzerzug half bei der Besetzung des Brückenkopfes über den Fluss Narew, welcher sich in der Nähe von Łapy befindet. Am 18. Januar wurde der Panzerzug nach Chełm geschickt und unter das Kommando von General Wladimir Senonowitsch Mai-Majewski gestellt. Dieser wies den Panzerzug der Gruppe Kowel zu, welches unter den Kommando von General Edward Rydz-Śmigły stand. Zur damaligen Zeit befanden sich im Gebiet von Kowel noch deutsche Truppen der Ober Ost. Diese begannen am 2. Februar 1919 mit der Evakuierung der Einheiten per Bahn in Richtung Brest-Litowsk. Unterstützung erhielten sie durch einen deutschen Panzerzug. Auf ein Zusammentreffen zwischen dem Panzerzug Mściwy und dem deutschen Panzerzug kam es nicht, da die Evakuierung um 19 Uhr abgeschlossen war, der Panzerzug Mściwy erst um 20 Uhr vor Ort eintraf.
Kurz nach dem Eintreffen des Panzerzuges begann eine Operation mit dem Ziel, die Kontrolle über die Region Chełm und Wolhynien zu übernehmen. Bereits am 3. Februar 1919 erreichte der Panzerzug Mściwy den Bereitstellungsraum Poworsk. Am 5. Februar gelang es polnischen Truppen Poworsk komplett zu erobern und den Fluss Stochid zu sichern. Ein weiteres Vorrücken war nicht möglich, da die Eisenbahnbrücke über den Fluss Stochid von den deutschen gesprengt wurde. Der Panzerzug verkehrte daraufhin auf der Eisenbahnstrecke zwischen Kowel und Poworsk. Im Einsatzbericht Nr, 48 vom 7. Februar 1919 heißt es:

„Der Panzerzug Nr. 16 „Mściwy“ erreichte mit einer Infanterie- und Kavallerieeinheit im Kampf gegen den Feind Poworsk und drängte den Feind an das Ostufer des Flusses Stochid zurück. Die Eisenbahnbrücke über den Stochid ist zerstört. In Poworsk wurden erhebliche Mengen Eisenbahnmaterial (60 Breitspurwaggons), Munition und Waffen erbeutet.“

Am 15. Februar 1919 griff der feindliche Panzerzug Karmeluk aus der Ortschaft Manewytschi die polnischen Truppen in der Nähe von Poworsk an. Mit Unterstützung gelang es, diesen zurückzudrängen und weiteres Material zu erbeuten. Darunter befand sich eine 76-mm-Feldkanone M1902, welche dem Panzerzug Mściwy zugeteilt wurde. Am 7. März 1919 wurde der Panzerzug zurück nach Warschau beordert. Dort wurde er einer Wartung und Aufrüstung unterzogen. Die Lücke an der Front wurde durch den Panzerzug Hallerczyk ausgeglichen. Die Wartung, Reparatur und Aufwertung des Panzerzuges verzögerte sich jedoch, da Material und Geschütze fehlten.
Im August 1920 war der, seit April in Panzerzug Mściciel umbenannte Panzerzug, der 1. Armee unterstellt und nahm bei der Verteidigung von Warschau teil. Später operierte der Panzerzug Mściciel, zusammen mit dem Panzerzug Danuta und dem Panzerzug Paderewski in der Nähe von Wołomin.
Am 12. und 13. August verteidigte der Panzerzug Mściciel, zusammen mit einem Infanteriebataillon, den Bahnhof von Gmina Tłuszcz. Da es die bolschewistischen Truppen aber schafften, die Stadt einzukesseln, musste sich der Panzerzug zurückziehen. Am nächsten Tag schlugen der Panzerzug Mściciel und der Panzerzug Danuta, zusammen mit dem polnischen 47. Infanterieregiment, einen Angriff auf Wołomin zurück. Noch am gleichen Tag beschoss der Panzerzug Mściciel, zusammen mit dem Panzerzug Paderewski, erfolgreich feindliche Artilleriestellungen im Gebiet des Dorfes Leśniakowizna. Dadurch gelang es polnischen Truppen, die Ortschaft Ossów zurückzuerobern.
Am 15. und 16. August wurden die drei Panzerzüge zur Unterstützung der polnischen 15. Infanteriedivision eingesetzt. Am 17. August gelang ein Überraschungsangriff mit Infanterie, Panzern und Flugzeugen und die polnischen Truppen konnten Mińsk Mazowiecki erobern. Danach wurde der Panzerzug Mściciel kaum noch eingesetzt, blieb aber bis zum 1. Dezember 1921 im Bestand der Eisenbahnstreitkräfte. Zum Ende des Jahres 1921 wurde der Panzerzug Mściciel aufgelöst.

## Zugbesatzung
Zu Beginn bestand die Besatzung aus studentischen Freiwilligen, mehrere Artilleristen aus Rembertów und Rekruten des 21. Infanterieregiments. Ab dem 15 August bestand die Besatzung des Panzerzug Mściciel bestand aus neun Offizieren und 88 einfachen Soldaten.
- Zugkommandant Leutnant Dominik Zamieński
- Oberleutnant der Artillerie Andrew Przeworski
- Leutnant der Artillerie Piotrowski

## Zugzusammensetzung
Die Reihenfolge der Zusammensetzung des Panzerzuges wird von vorne nach hinten aufgeführt.
- Abstoßwagen
- Artilleriewagen
- Maschinengewehrwagen
- Panzerzuglokomotive
- Artilleriewagen
- Maschinengewehrwagen
- Artilleriewagen
- Abstoßwagen

## Abzeichen
Die Besatzung des Panzerzug Mściciel erhielt ein Abzeichen, welches einer kleinen Münze ähnelte. Dieses Abzeichen war rund und bestand aus blankem Messing, welches versilbert und oxidiert wurde. Der Durchmesser des Abzeichens beträgt 45 mm und die Stärke etwa 1 mm. In der Mitte des Abzeichens befindet sich ein Ritter in Rüstung mit einem Schwert in seiner rechten und einem Schild in seiner linken Hand. Auf dem Schild ist ein Adler abgebildet. Der Ritter holt zum Schlag aus um einen dreiköpfigen Drachen anzugreifen, welcher unter ihm liegt. Um dieses Bildnis befindet sich ein schmaler Rahmen, in die Aufschrift POCIAG PANCERNY L. 16 und, durch Sterne getrennt, Mściciel zu lesen ist.